# Rio dos Sinos
A Rio dos Sinos (Kanyargós folyó) egy kelet-nyugat irányú, 190 kilométer hosszú folyó Brazíliában, Rio Grande do Sul állam keleti részén. Az állam több fontos nagyvárosát is érinti. Az ország egyik leggazdagabb ökoszisztémája. Völgyében az 1820-as években kezdtek letelepedni a német bevándorlók.

## Vízrajz
Caraá község területén ered, nyugati irányba folyik, majd 190 kilométer megtétele után a Jacuí-deltán keresztül a Guaíba-tóba ömlik Canoas község területén. Fő mellékfolyói a Rio Rolante, Rio da Ilha, Rio Paranhana. Számos településen átfolyik, vízgyűjtő medencéjének területén mintegy 1,5 millió ember él. Szennyezettsége magas, mivel egyes helyeken a városi szennyvizet tisztítás nélkül engedik a folyóba vagy annak mellékfolyóiba; ez az ökoszisztéma pusztulását vonja maga után. Nagyobb városok a folyó mentén: Taquara, Sapiranga, Novo Hamburgo, São Leopoldo.

## Élővilág
Az ország egyik leggazdagabb ökoszisztémája. A folyóban előforduló halak közül megemlíthetőek a pontylazacfélék, tepsifejűharcsa-, páncélosharcsa-, és egyéb harcsafélék, hegedűrája-félék, csukasügérek, mocsári angolnák, guppik, ceruzahalak stb. A madarak közül itt él a pásztorkarakara, szuiriri, bentévi, pulykakeselyű, rovarászölyv, nagy kócsag, vörhenyes tigrisgém, kormos íbisz, pampabíbic, szürkemellű bíborfecske, Amazon-jégmadár, Morgan-verébsármány, tukánfélék, papagájfélék és egyebek. A hüllők főbb képviselői a Sakáre-kajmán, kobra és a teknősök, az emlősöké pedig a nutria, tatu, tamandua, koati, tapír, majmok, jaguár. A növények közül megemlíthetőek a fűzfafélék, mályvafélék, broméliafélék, kosborfélék, borágófélék, hídőrfélék, liánok, cserjék, perjefélék.

## Helytörténet
Környékén természeti népek éltek, akik Itapuínak nevezték a folyót („a kő zajának vize”). Az európai gyarmatosítók a 17–18. században jelentek meg a környéken és farmokat hoztak létre szarvasmarha tenyésztésére, majd 1824-től kezdődően a hely a brazíliai német bevándorlás bölcsője volt. A németek a Rio dos Sinos völgyében telepedtek le, és sokáig ezt a vízfolyást használták fő utazási és szállítási útvonalként. Kezdetben gazdálkodtak, de a 19. század második felében bőrműves termékek gyártásába kezdtek, amely tevékenység hamarosan egy egész iparággá fejlődött, és az ezt kiszolgáló vállalatok (csomagolás, szállítás) is megjelentek. Magas szintű technológiák bevezetésének eredményeként a Sinos-völgy a 21. században is a brazíliai bőrfeldolgozás és lábbelikészítés fő pólusa.
1941-ben és 1965-ben kiöntött, ezért az 1970-es években São Leopoldo városában árvízvédelmi rendszert építettek ki.